# Coelorinchus chilensis
Coelorinchus chilensis es una especie de pez de la familia Macrouridae en el orden de los Gadiformes.

## Morfología
Los machos pueden llegar alcanzar los 48 cm de longitud total.

## Hábitat
Es un pez de  aguas profundas que vive entre 260-1480 m de profundidad.

## Distribución geográfica
Es un pez poco abundante en toda su área de distribución. Se encuentra desde el Perú hasta Chile central.